# Szatmárcseke
Szatmárcseke, bis 1907 Cseke, ist eine Gemeinde (ungarisch község) im Nordosten von Ungarn im Kreis Fehérgyarmat, der zum Komitat Szabolcs-Szatmár-Bereg gehört. Die Gemeinde mit 1553 Einwohnern (Januar 2015) liegt nahe der ukrainischen Grenze. Ein Zeichen für die im 16. Jahrhundert calvinistisch gewordenen Bewohner ist der kulturgeschichtlich bedeutende und in Ungarn einzigartige Friedhof mit bootsförmigen Grabstelen aus Holz. Für die Ungarn ist Szatmárcseke vor allem als der Ort bekannt, an dem Ferenc Kölcsey 1823 die ungarische Nationalhymne verfasste.

## Lage und Verkehr
Szatmárcseke liegt in der Nördlichen Großen Tiefebene auf einer Höhe von 110 bis 115 Metern am linken, südlichen Ufer der Theiß (Tisza), die hier die Grenze zur Ukraine bildet. Die Theiß fließt in einem Bogen im Norden und Westen um den Ort herum weiter in westliche Richtung, während die ukrainische Grenze nach Norden verläuft. Abgesehen eines bewaldeten Streifens entlang der Theiß mit Weiden und verstreuten Waldinseln besteht die Umgebung aus kleinparzellierten Feldern, auf denen vor allem Mais und Sonnenblumen gedeihen, aus Wiesen für die Rinderzucht sowie aus Plantagen mit Apfel- und Zwetschgenbäumen. Durch die Felder schlängeln sich einige Wasserläufe: im Osten des Dorfes der Kanal Túr, wenige Kilometer im Südosten der Bach Öreg-Túr und im Süden der Kanal Tökös. In der traditionell landwirtschaftlich geprägten Region mangelt es an Handwerks- und Industriebetrieben. Die Arbeitslosigkeit ist im Vergleich zum Landesdurchschnitt besonders hoch. Die Zahl der Beschäftigten beträgt nach Angaben von 2011 lediglich 26,4 Prozent. Die Ausbildungsqualifikation ist ebenfalls niedrig. Die in der sozialistischen Zeit vorhandenen landwirtschaftlichen Staatsbetriebe und Produktionsgenossenschaften wurden nach der Wende 1990 aufgelöst. Familien benötigen meist mehrere Einkommensquellen für ihren Lebensunterhalt in der randständigen Region.
Die nächste Stadt Fehérgyarmat liegt 17 Kilometer südwestlich an der Hauptstraße 491, die bis zum Grenzort Tiszabecs gegenüber der ukrainischen Kleinstadt Wylok führt. Von der 491 zweigt in Penyige eine Nebenstraße ab und führt über Túristvándi (3 Kilometer südlich) nach Szatmárcseke. Etwas weiter entfernt liegt im Osten die Nachbargemeinde Kölcse. Der nächstgelegene Ort im Westen ist Nagyar (7 Kilometer). Weiter über das Dorf Tarpa nordostwärts folgt Csaroda mit einer romanischen Kirche, dem bedeutendsten Baudenkmal dieser Region. Szatmárcseke ist mit Lokalbussen erreichbar, die nächsten Bahnstationen befinden sich in Fehérgyarmat und Vásárosnamény.

## Geschichte

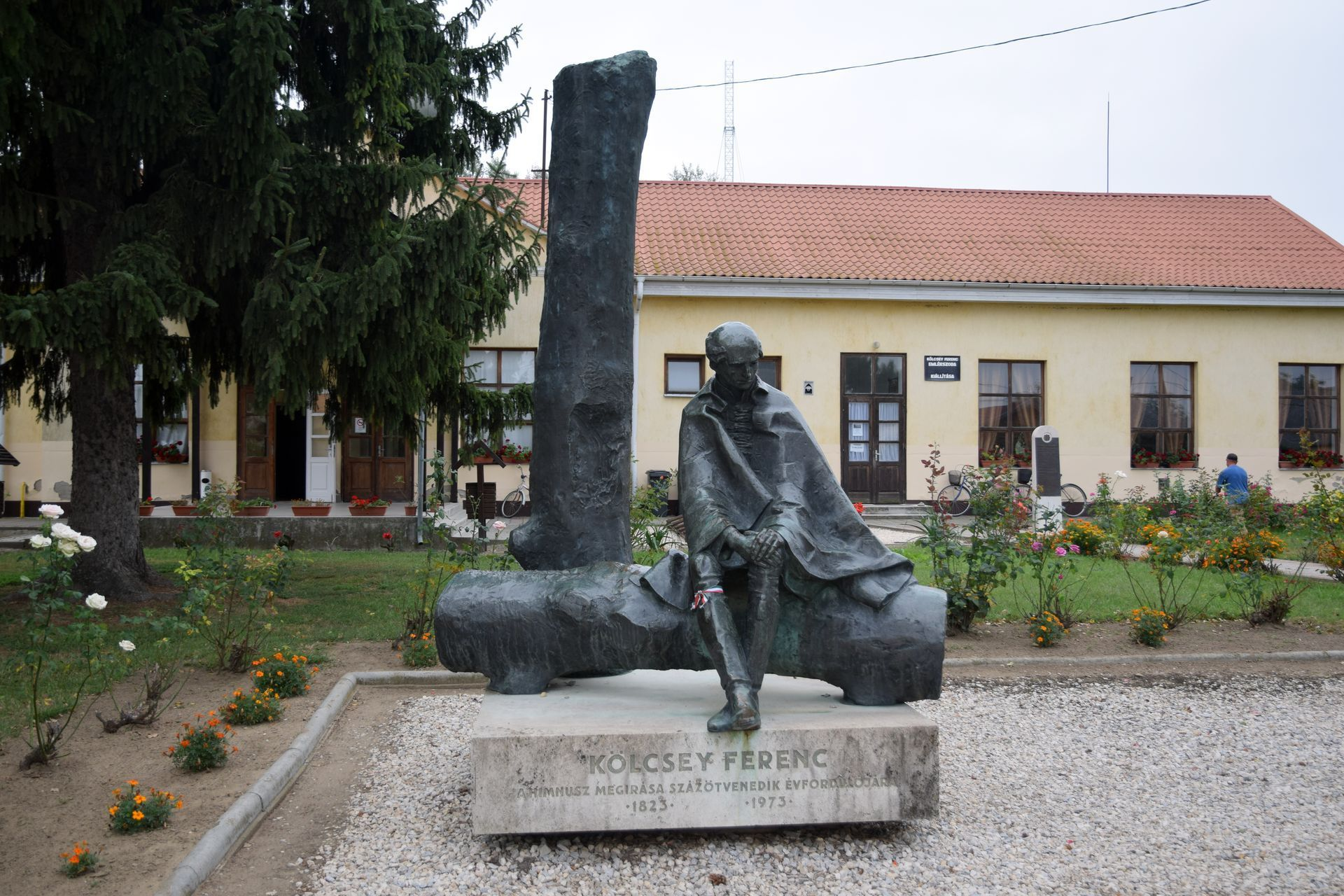
Ferenc-Kölcsey-Standbild und -Museum

Bis zum Ende des 12. Jahrhunderts war die Gegend kaum besiedelt und dicht mit Eichen-,  Eschen- und Ulmenwäldern bedeckt. Der Ortsname taucht erstmals 1181 in einer Urkunde auf, in der vom Gründer einer Siedlung, einem Holzfäller namens Cseke die Rede ist. Den Namen Cseke behielt der Ort bis 1907, als er den unterscheidenden Zusatz Szatmár- bekam. Cseke ist ferner im ungarischen Ortsnamen Lácacséke enthalten und so heiß auch das slowakische Dorf Čaka auf Ungarisch.
Der Ort gelangte bald in den Besitz des Adelsgeschlechts Szentemágócs, das seit Anfang des 13. Jahrhunderts namentlich in Urkunden erwähnt wird. Die Familien Kölcsei und Kende waren zwei Abstammungslinien dieses Geschlechts, die bis zum Ende des Zweiten Weltkriegs die meisten Ländereien besaßen. Nur Anfang des 16. Jahrhunderts war der Ort eine Zeit lang in das Eigentum der Familien Báthori und Perényi übergegangen. Während der Vorherrschaft des Osmanischen Reiches über Ungarn in den Jahren 1526 bis 1686 blieb Szatmárcseke von Verwüstungen verschont, sodass bis 1660 einige Adlige hierher zogen und ihre Zahl in den folgenden Jahrhunderten zunahm. Nach der Schlacht bei Mohács 1526, die den Beginn der osmanischen Eroberungen markiert, verbreitete sich die protestantische Glaubensrichtung des Calvinismus über ganz Ungarn; die meisten Magyaren traten zu Calvins reformierter Kirche über, während die Slawen in Ungarn mehrheitlich römisch-katholisch blieben. Unter Rudolf II. folgte Ende des 16. Jahrhunderts von Wien ausgehend die Gegenreformation, die den Katholizismus wieder verbreitete. Die im 16. Jahrhundert calvinistisch gewordenen Einwohner von Cseke blieben ihrem Glauben treu.
Einer Quelle von 1509 zufolge lebten in diesem Jahr etwa 300 Einwohner in dem Dorf. Bei einer Zählung von 1660 registrierte man 108 Haushalte, die zu etwa 504 Einwohnern umgerechnet werden. Nach der Niederschlagung des Rákóczi-Aufstandes von 1703 bis 1711 gegen die Habsburger ging die Einwohnerzahl deutlich zurück, 1720 waren es noch 20 Leibeigenen- und 4 Inwohner-Familien. Anfang des 18. Jahrhunderts war ganz Ungarn unterbevölkert im europäischen Vergleich und weite Teile der ungarischen Tiefebene wurden nicht kultiviert. Dem versuchte der ungarische König durch die Anwerbung von Zuwanderern zu begegnen. Im Jahr 1785 war die Einwohnerzahl auf 806 angestiegen. Die zum Dorf gehörende Landfläche war mit rund 64 Quadratkilometern doppelt so groß wie heute. Zu den calvinistischen Bewohnern wurden 1795 einige katholische Familien angesiedelt. Ende des 19. Jahrhunderts erreichte das Dorf mit 2003 die bis dahin größte Zahl an Einwohnern. Diese Zahl sank anschließend durch die Auswanderung verarmter Landarbeiter in die Vereinigten Staaten und in andere Länder außerhalb Österreich-Ungarns vor allem Anfang des 20. Jahrhunderts – etwa 300 Personen aus Szatmárcseke – und durch die beiden Weltkriege. Im Jahr 1960 war der Ort auf 2165 Einwohner angewachsen. Landflucht in die großen Städte reduzierte die Einwohnerzahl auf 1553 im Jahr 2015.

## Ortsbild

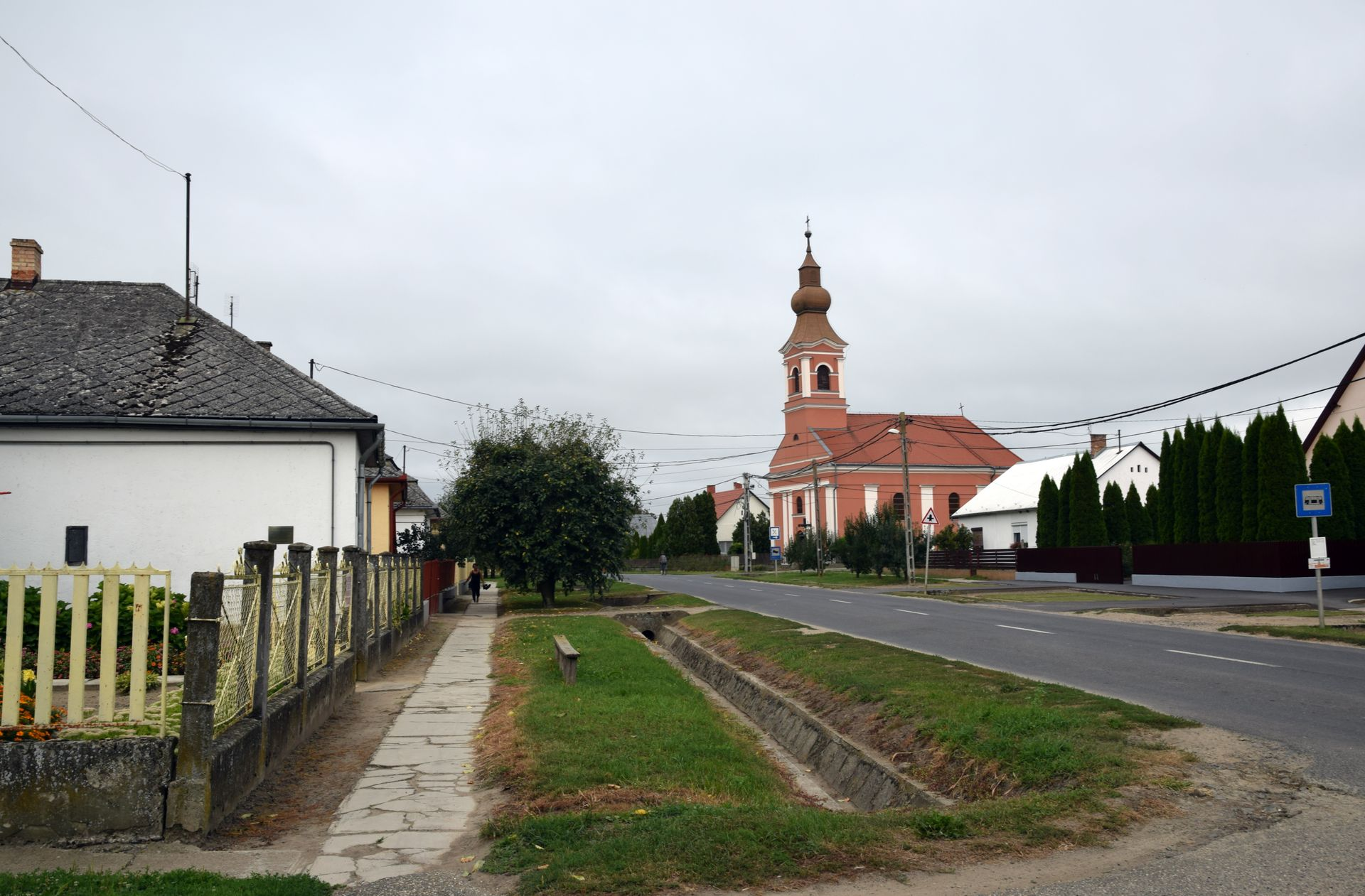
Katholische Kirche an der Hauptstraße

Zur Gemeinde Szatmárcseke gehören 49 kleine Siedlungen und Gehöfte (im Jahr 2011), die entlang den Grenzen zur Ukraine und zu Rumänien verstreut liegen. Mit ihren 1553 Einwohnern (2015) gehört Szatmárcseke zu den größten Gemeinden der Region.
Hauptstraße des Ortes ist die von West nach Ost verlaufende Kölcsey ulitza. In deren Mitte befindet sich an der Einmündung der von Süden aus Túristvándi kommenden Straße das Rathaus (Polgármesteri hivatal). Namensgeber der Straße und die bedeutendste Persönlichkeit von Szatmárcseke ist der Dichter, Parlamentsabgeordneter und Notar Ferenc Kölcsey (1790–1838). Er ließ sich 1815 im Ort nieder und lebte hier bis zu seinem Tod. Am 22. Januar 1823 verfasste er die ungarische Nationalhymne. Dieser Tag gilt dem nationalen Heimatdichter Kölcsey zu Ehren seit dem Zerfall der Sowjetunion 1989 als Tag der ungarischen Kultur. Kölcseys Wohnhaus wurde 1889 wegen Baufälligkeit abgerissen. Das an seiner Stelle erbaute Haus wich 1960 einem neuen Kulturhaus, in dem heute zwei Räume als Ferenc-Kölcsey-Gedenkmuseum eingerichtet sind. Dieses befindet sich an der Hauptstraße knapp 200 Meter westlich des Rathauses. Die Bronzeplastik des Dichters vor dem Gebäude wurde 1973 aufgestellt, zum 150sten Jahrestag der ungarischen Nationalhymne.
Es gibt an der Kölcsey ulitza eine ältere calvinistische Kirche (Református templom, gelb, mit Spitzdach über dem Glockenturm), die auf den Beginn der Reformation zurückgeht, und eine 1841 erbaute römisch-katholische Kirche (Szentháromság templom, rot, mit Zwiebelturm). 
Mehrere über den Ort verstreute Privatpensionen (Stand 2014: zwei größere und sechs kleine Pensionen) bieten in der Saison von Mai bis September Unterkunft. Diese touristische Entwicklung begann nach der Jahrtausendwende. Sie spricht ungarische Touristen an, die Wandern oder auf der Theiß Boot fahren wollen.

## Calvinistischer Friedhof

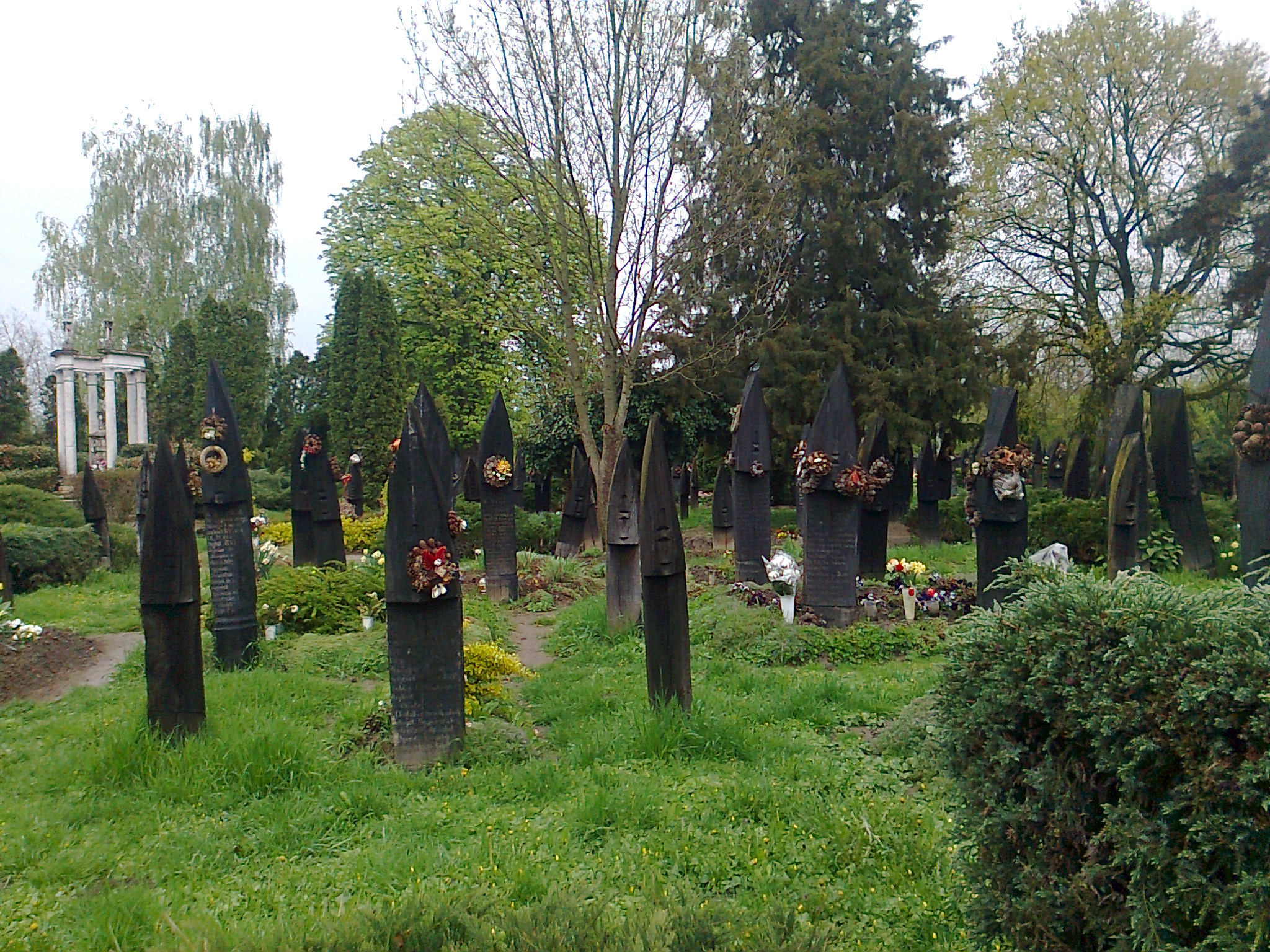
Calvinistischer Friedhof mit bootsförmigen Grabstelen, links hinten das Grabmal Ferenc Kölcseys.

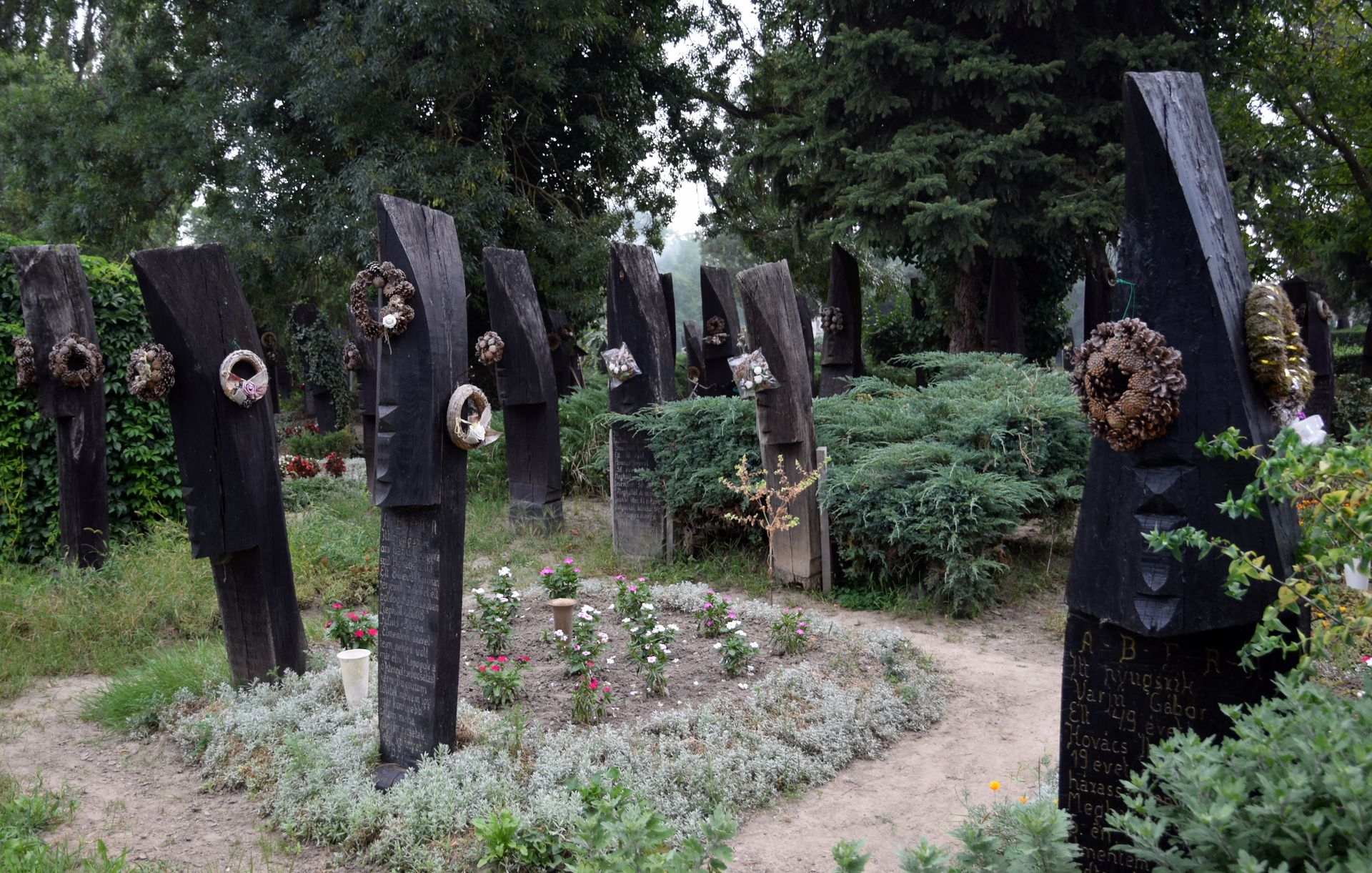
Neue schwarz lackierte Grabstelen

Der calvinistische Friedhof, der seit 1979 unter Denkmalschutz steht, liegt von Wiesen umgeben am nördlichen Ortsrand unweit des Rathauses. Im hinteren (nördlichen) Teil des Friedhofs befindet sich das klassizistische Grabmal von Ferenc Kölcsey in Gestalt einer Rotunde aus Marmor, die aus sechs Säulen besteht, die einen an der Vorderseite unterbrochenen Kranz tragen.
Die Verehrungsstätte für Kölcsey ist das einzige steinerne Grabmal des Friedhofs, dessen kulturhistorische Bedeutung in den bootsförmigen hölzernen Grabstelen besteht. Sie sind ein Relikt der ungarischen protestantischen Volkskultur und sind in dieser Zahl einzigartig in Ungarn. Die ungefähr 600 Stelen bestehen aus grauschwarz verwittertem Eichenholz und ragen 1,5 bis 2 Meter hoch senkrecht oder leicht geneigt aus dem Boden. Alle Stelen, die am Kopfende des Grabes aufgestellt werden, verjüngen sich symmetrisch in einem Bogen – bootsförmig – zur Spitze und sind nach Westen orientiert. Westen ist die Richtung der untergehenden Sonne, wo sich am äußersten Rand der Erde der Eingang zum mythischen Reich der Totenseelen befindet. Das obere Drittel der Vorderseite ragt nach vorne und erscheint als abstrahierte Kopfform, die mit unterschiedlichen Kerben, seltener mit sternförmigen, kreisförmigen und sonstigen dekorativen Mustern gestaltet und durch einen horizontalen Schnitt vom flachen unteren Teil getrennt ist. Bei manchen bootsförmigen Grabstelen (ungarisch fatönkös fejfa) sind auf der glatten Fläche des unteren Teils Inschriften eingeschnitzt und farbig gefasst. Die Rückseite bleibt unbearbeitet und der Stammform entsprechend gerundet. Die Tradition der Holzstelen wird auch bei jungen Gräbern fortgeführt.
Katholiken und die meisten der kleinen Gruppe der lutherischen Christen in Ungarn stellen Grabkreuze auf, während die Anhänger der reformierten Kirchen wohl als Zeichen der Unterscheidung Stelen verwenden. Innerhalb dieser beiden Hauptformen lassen sich spezifische Varianten einzelnen Regionen zuordnen. Hölzerne Grabstelen dieser Art kommen nur bei Friedhöfen ungarischer reformierter Kirchen nachweislich ab dem 17. Jahrhundert vor. Erst im 19. Jahrhundert entwickelten sich spezifische Formen und Ornamente. Nach einer eher praktischen Erklärung führt die Bootsform in Zeiten zurück, als die Toten in den häufig überschwemmten flussnahen Gebieten in Booten zum Friedhof gebracht wurden. Darüber hinaus wird zum kulturellen Hintergrund auf die Urheimat der Magyaren im Gebiet des Ural verwiesen. Dort ließen sich Fischer in ihren Booten bestatten und es gab die mythologische Vorstellung, wonach die Seele nach dem Ableben des Menschen in einem Boot zur jenseitigen Welt gelangt.
Szatmárcseke bildet mit dem Nordosten Ungarns eine Verbreitungsregion für einen bestimmten Typ hölzerner Grabstelen, der fejfa-fejefa genannt wird. Östlich davon, in der angrenzenden Region Țara Călatei (rumänisch, ungarisch Kalotaszeg) im Nordwesten Rumäniens lebt in rund 40 Dörfern eine ungarische Minderheit, die eine ausgeprägte traditionelle Volkskultur pflegt, zu der auch gombfa genannte, geschnitzte hölzerne Grabstelen gehören. Im Gebiet zwischen Donau und Theiß, dem größten Teil der Ungarischen Tiefebene, werden hölzerne Grabstelen gombosfa genannt. Im Gebiet des ehemaligen Komitats Szilágy heißen die Stelen főtől-fűtűlvalófa und in der Gegend von Ordas an der Donau epitafa. Die gombfa und gombosfa bilden einen anderen Typus anthropomorpher Grabstelen, bei denen der Kopf als kreisrunde Scheibe auf einem sich verschlankenden Hals dargestellt wird. Bei weiteren Stelen sind quadratische Balken, die sich ab der Mitte nach oben verjüngen, im oberen Bereich auf allen vier Seiten waagrecht eingekerbt, sodass eine Abfolge von unterschiedlich breiten Wülsten bis zur krönenden Kugel entstehen. In Erdőfüle (ungarischer Name von Filia, einem Ortsteil der rumänischen Gemeinde Brăduț in Siebenbürgen) sind dies speerförmige Stelen mit zusätzlichen diagonal gekerbten Mustern, die in vier Spitzen enden.
Der älteste schriftliche Hinweis über eine protestantische Beerdigung stammt aus der Stadt Nagykőrös im Komitat Pest. Die Stadtverwaltung berichtet 1638, dass das Grab des calvinistischen Pastors mit einem Lattenzaun umgeben wurde. In Karelien sind von den mit den Magyaren sprachverwandten Finnen Bestattungsformen vom Ende des 19. und Anfang des 20. Jahrhunderts bekannt, bei denen das aufgeschüttete Grab ähnlich mit Holz umgeben und an der Kopfseite ein Holzkreuz oder eine hölzerne Stele aufgestellt wurde. Die älteste bekannte hölzerne Grabstele stammt aus Kozmatelke (rumänisch Cozma) in Siebenbürgen und wurde auf dem Grab des 1661 verstorbenen siebenbürgischen Fürsten Ákos Barcsay aufgestellt. Eine andere hölzerne Stele aus dem Szeklerland ist 1678 datiert. Aus dem 18. Jahrhundert sind etliche schriftliche Quellen überliefert, welche die Kosten für die Anfertigung solcher Stelen festhalten. Der Höhepunkt ornamentierter Holzstelen lag in der zweiten Hälfte des 19. Jahrhunderts.
Es gibt vierseitig mit geometrischen Ornamenten gestaltete Holzstelen, etwa in Albertirsa in Zentralungarn, die nicht anthropomorph, sondern als Symbol des Lebensbaums verstanden werden. Andere sind zoomorph und lassen etwa Pferde erkennen. Die Pferdedarstellungen verweisen nach Asien und auf frühe nomadische Traditionen. Die spezifischen Bootsformen von Szatmárcseke und Umgebung werden als Überrest der alten finno-ugrischen Mythologie verstanden, in der die Totenseele in einem Boot ins Jenseits gelangt. Parallelen dieses Mythos sind die in Asien verbreiteten archaischen Vorstellungen des Seelenschiffs, etwa in der altindonesischen Mythologie, überliefert beispielsweise im Namen des Vulkans Tangkuban Perahu auf der Insel Java und in der mythologischen Verbindung von Lebensbaum und Seelenschiff im Begräbnisritual der Dayak.